# 路易斯·加西亚·费尔南德斯
路易斯·加西亚·费尔南德斯（Luis García Fernández，1981年2月6日—），通常稱為路易斯·加西亚（Luis García），是一名西班牙足球運動員，擔任中場，現時由薩拉戈薩外借至墨西哥球隊新萊昂自治大學老虎。

## 榮譽
愛斯賓奴
- 西班牙國王盃冠軍：2005/2006

## 外部連結
- 愛斯賓奴網頁 路爾斯·加西亞資料 （页面存档备份，存于）